# President (paquebot)
 (septembre 2024).
Pour les articles homonymes, voir Président (homonymie).
Le President est un paquebot transatlantique britannique construit pour la British and American Steam Navigation Company en 1840.
Il est en son temps le plus gros navire au monde, dépassant de 25 % son prédécesseur, le British Queen. Très luxueux, le navire est promis à une belle carrière au sein de sa compagnie qui le place sur la ligne transatlantique pour un service régulier. Cependant, lors de sa troisième traversée en mars 1841, le navire disparaît dans une tempête avec tous ses passagers. La compagnie fait alors faillite.

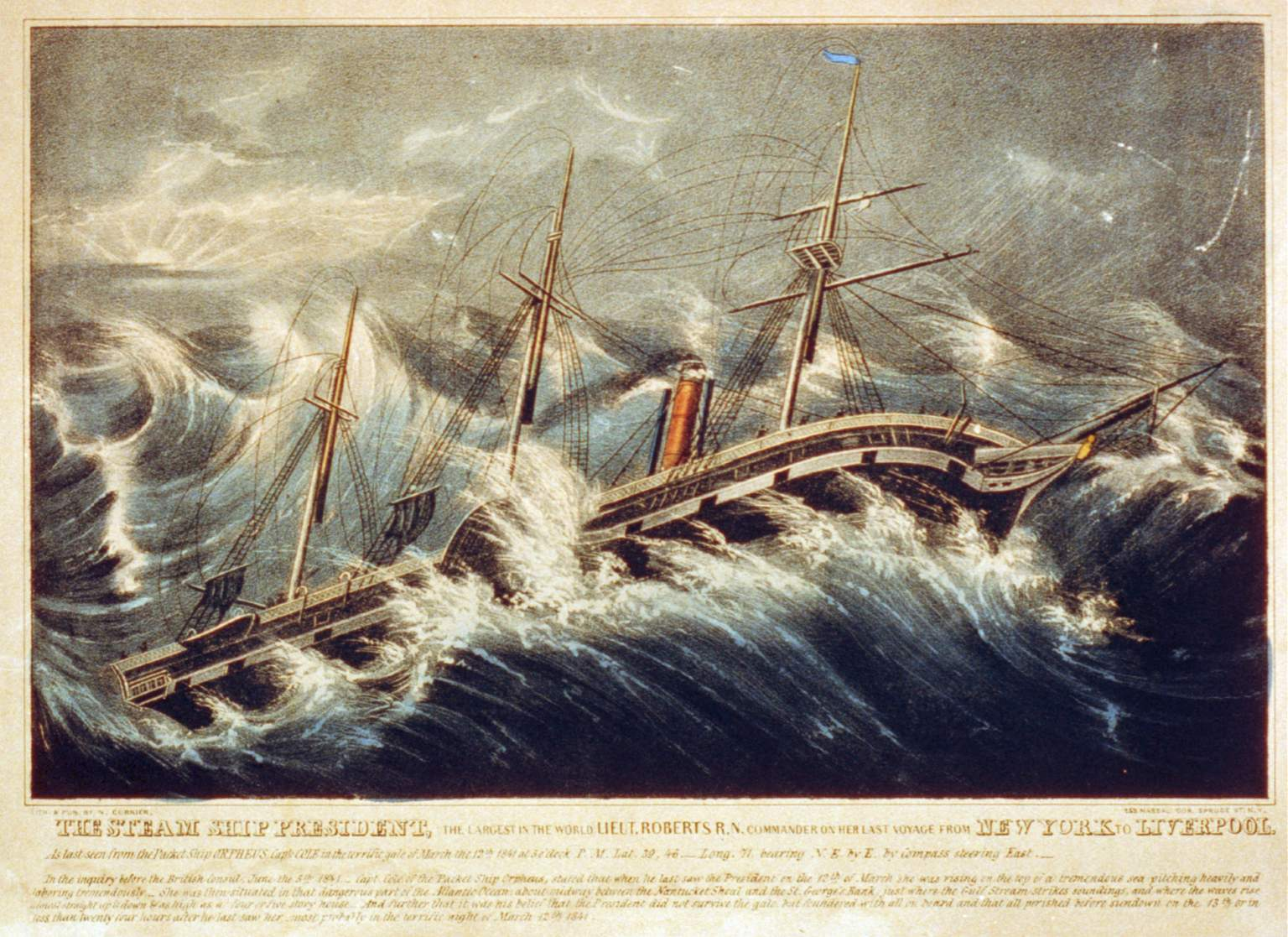
Le President pris dans la tempête en mars 1841.